# Ilta-Sanomat
Ilta-Sanomat (en español, Noticias de la tarde) es un tabloide finlandés, que fue fundado en 1932. Pertenece al grupo Sanoma, quien también posee el diario más leído en Finlandia (Helsingin Sanomat) y es el primer periódico del género sensacionalista en su país, tanto en ventas como en circulación.
El diario sale de lunes a sábado, mientras que los domingos hay una edición especial.

## Historia
El diario aparece por primera vez en 1932, en plena rebelión de Mäntsälä. El entonces director del Helsingin Sanomat, Eljas Erkko, pensó que contar con sólo un diario para cubrir el conflicto no era suficiente, por lo que necesitaba crear una nueva publicación. Ilta-Sanomat fue lanzado en principio como una edición vespertina que cubriese toda aquella información que la edición que Helsingin Sanomat no podía publicar por falta de espacio o porque se había producido a lo largo del día y requería una edición extraordinaria. Dicha edición fue un éxito, por lo que decidió volverse a realizar con motivo de los Juegos Olímpicos de Los Ángeles. Al final, se estableció una edición regular el 15 de octubre de ese mismo año.
Ilta-Sanomat formó parte de Helsingin Sanomat hasta 1949, cuando pasó a ser un diario independiente. A partir de la década de 1970 adoptó el formato tabloide, y desde 1980 compite con Iltalehti de Alma Media.